# قرار مجلس الأمن التابع للأمم المتحدة رقم 2065
قرار مجلس الأمن التابع للأمم المتحدة رقم 2065، المتخذ بالإجماع في 12 سبتمبر 2012.
أفادت مصادر إخبارية رسمية للأمم المتحدة: "إن مجلس الأمن، رحب بالتحضيرات في سيراليون للانتخابات الرئاسية والبرلمانية والمحلية في 17 نوفمبر وأكد أهميتها باعتبارها معيارًا رئيسيًا لتوطيد السلام في الدولة الواقعة في غرب إفريقيا ومدد ولاية مكتب الأمم المتحدة المتكامل لبناء السلام في سيراليون حتى 31 آذار / مارس 2013، إلى جانب مهامه الرئيسية الأخرى، لمساعدة الحكومة في الفترة التي تسبق ذلك الحدث التحولي المحتمل."
طلب مجلس الأمن من مكتب الأمم المتحدة المتكامل لبناء السلام في سيراليون مساعدة الحكومة ومؤسساتها الانتخابية والديمقراطية والأمنية في التحضير للانتخابات وإجرائها. وطلب أيضا أن يساعد في جهود منع نشوب النزاعات والتخفيف من حدتها، بما في ذلك من خلال دعم الحوار الشامل بين الأحزاب السياسية، كما طلب من الأمين العام إطلاعه على سير الانتخابات ونتائجها بعد وقت قصير من إتمامها.

## روابط خارجية
- نص القرار في undocs.org